# Dia
Dia — кросплатформенний вільний редактор діаграм, частина GNOME Office, але може бути встановлений незалежно. Може використовуватись для створення різних видів діаграм: блок-схем алгоритмів програм, деревоподібних схем, статичних структур UML, баз даних, діаграм сутність-зв'язок, радіоелектронних елементів, потокових діаграм, мережевих діаграм та інших.
Dia розширювана новими наборами об'єктів, які описуються за допомогою файлів у форматі, заснованому на XML.

## Можливості
- Підтримка діаграм потоків, структурних діаграм і т. д.
- Експорт в PostScript
- Завантаження і збереження у форматі XML
- Можливість опису нових об'єктів
- Установка властивостей за замовчуванням для об'єктів що додаються
- Зміна кольору шрифту і заливки блоків

Надбудови:
- AutoDia — автоматичне створення UML-схем з програмного коду
- Dia2Code — автоматичне перетворення UML-схем в програмний код

## Підтримка експортованих форматів
Dia дозволяє експортувати та зберігати діаграми в перераховані формати:
- EPS (Encapsulated PostScript)
- SVG (Scalable Vector Graphics)
- DXF (Autocad's Drawing Interchange format)
- CGM (Computer Graphics Metafile defined by ISO standards)
- WMF (Windows Meta File)
- PNG (Portable Network Graphics)
- JPEG (Joint Photographic Experts Group)
- VDX (Microsoft's XML for Visio Drawing)

## Основні розробники
- Ганс Брейер (Hans Breuer)
- Ларс Клас (Lars Clausen)
- Стеффен Мак (Steffen Macke)
- Самір Сахасрбуд (Sameer Sahasrabuddhe)